# Fujiwara no Fuhito
Fujiwara no Fuhito (japanski 藤原 不比等, ふじわら の ふひと) (5. godina carice Kōgyoku 659. – 13. dan 9. mjesec 4. godina Yōrōa/13. rujna 720.) bio je moćnik i političar na japanskom dvoru u razdobljima Asuci i Nari. Drugi je sin Fujiware no Kamatarija. Prema nekim tezama, sin je cara Tenjija. 
Preselio je budistički hram Yamashina-deru u Naru. To je bio glavni hram koji je njegov klan podupirao. Ondje ga je preimenovao u Kōfuku-ji.
Imao je četvoricu sinova s dvjema ženama. Ta četvorica su osnivači četiriju glavnih ogranaka klana Fujiware: južnog, sjevernog, obrednog i glavnog. Imao je četiri sina: Fujiwaru no Muchimara, Fujiwaru no Fusasakija (681. – 737.), Fujiwaru no Umakaija i Fujiwaru no Mara. Fusasaki je postao rodonačelnikom regentske linije klana Fujiware.
Također je imao četiri kćerke, no s drugim dvjema ženama. Tri mu je kćeri rodila Kamohime, jednu Tachibana no Michiyo. Jedna Kamohimina kćer postala je Miyako, supruga cara Mommua, a koja je rodila cara Shōmua. Michiyina kćer je postala carica njegova unuka Shōmua, carica Kōmyō.
Bio je bitnim pri stvaranju japanskog državnog zakona ritsuryoa, posebice pri izdanju zvanom Taihō ritsuryō. Također je sudjelovao pri doradi zvanoj Yōrō ritsuryō.